# سراب عشق
سراب عشق (به عربی: - سراب الحب) یک فیلم شوروی-سوری محصول ۱۹۸۶ به کارگردانی تولوموش اوکیف دربارهٔ سرنوشت یک استاد شرقی قرون وسطایی است.
این فیلم در بیستمین جشنواره فیلم اتحاد (۱۹۸۷) ارائه شد و جایزه صابر طلایی جشنواره بین‌المللی فیلم دمشق را دریافت کرد.